# Gnomidolon ignicolor
Gnomidolon ignicolor là một loài bọ cánh cứng trong họ Cerambycidae.